# Camil Pallàs i Arisa
Camil Pallàs i Arisa   (Sant Julià de Vilatorta, 1918 - Roda de Ter, 12 de novembre de 1982) va ser arquitecte i restaurador català. Entre 1954-1978 va exercir com a director del Servei de Conservació i Catalogació de Monuments (actual SPAL, Servei de Patrimoni Arquitectònic Local). En la seva tasca com a restaurador, les seves dues principals influències van ser Eduard Junyent i Puig i Cadafalch juntament amb la col·laboració de professionals com historiadors o arqueòlegs. També va comptar amb el fons documental del Servei. Pel que respecta als criteris, hi ha una manca sobre documentació on s'especifiqui aquests la igual passa amb la metodologia emprada. Entre les seves restauracions més conegudes destaquen: el castell de Sant Martí Sarroca (Alt Penedès), l'església de Sant Antoni (Vilanova i la Geltrú) i el Museu Episcopal de Vic. També va publicar diversos escrits sobre restauració com ara  Palais Députation Provinciale de Barcelone o Antecedents, obra i objectius del Servei de Catalogació i Conservació de Monuments. Diputació de Barcelona, 1977 entre d'altres, a més a més, de la publicació de nombrosos articles a la revista San Jorge. A més, va estar guardonat per diferents premis com per exemple el de Chevalier de l'Ordre des Arts et des Lletres o bé el de la Societé Française d'Archeologie que el va guardonar amb la medalla d'argent.

## Biografia
Camil Pallàs Arisa va néixer a Sant Julià de Vilatorta (Osona) l'1 de gener de 1918. Va estudiar el batxillerat a Manresa. El 1935, va iniciar els estudis d'arquitectura a l'Escola Tècnica Superior d'Arquitectura de Barcelona, però amb l'esclat de la Guerra Civil (1936) va haver de deixar temporalment els seus estudis. No fou fins al 1945 quan va rebre el títol d'arquitecte i el 1963 li va ser concedit el grau de Doctor-Arquitecte. Es va casar el 1956 amb Carmen Arisa Albó amb qui va tenir dos fills, Víctor i Blanca.
El 1954 va ser nomenat director del Servei de Catalogació i Conservació de Monuments, tot i que va rebre encàrrecs d'altres institucions a part d'aquesta.
El 1957, Pallàs es va adscriure al servei de Arquitectura y Planeamineto Urbanístico de la Diputació de Barcelona. Aquest servei va estar sota la direcció de l'arquitecte Manuel Baldrich Tibau però a la seva mort (1967) es va convocar un concurs per cobrir la plaça vacant on Camil Pallàs es va presentar. El 1968, van nomenar Pallàs Arquitecte Provincial per assumir el càrrec de la Jefatura de los Servicios de Arquitectura y Planeamiento Urbano, però no fou fins al 1970 quan va exercir com a director. En aquest càrrec va realitzar obres de nova planta com el parvulari i les escoles de les Llars Mundet a la Vall d'Hebron (Barcelona), el Museu del Tèxtil de Terrassa, el Museu Municipal de Barcelona (actual Museu d'Història de la Ciutat de Barcelona), el Museu del Molí Paperer de Capellades, el Museu Monogràfic d'Empúries i alguns hostals. El càrrec com a cap de la Secció Tècnica d'Esports de la Diputació li va permetre realitzar per primera vegada la construcció d'instal·lacions esportives, a més de refugis de muntanya. També va tenir l'oportunitat de realitzar intervencions en instal·lacions museístiques com la col·lecció Pérez Rosales (edifici Maricel de Sitges), la restauració i adequació del Museu Romàntic també a Sitges i la col·lecció de l'escultor Hugué a la casa Delger de Caldes de Montbui. Redactà alguns projectes amb la col·laboració de l'aparellador Santiago Rius i Erill. Va rebre encàrrecs per part del Ministerio de Educación y Ciencia, on va dirigir els projecte de construcció dels Instituts Laborals Masculí i Femení de la Universitat de Cervera, la restauració de l'Arxiu de la Corona d'Aragó i de l'Acadèmia de Bones Lletres de Barcelona i l'edifici del Govern Civil de Barcelona.
El 1977, Pallàs va patir un accident d'automòbil mentre visitava l'església de Sant Joan de Fàbregues. Aquest fet li va suposar una suspensió del seu treball i sou per decisió del Ple de la Diputació. També cal sumar que, el 1978, a causa d'unes irregularitats en els mètodes a seguir segons el projecte de Pallàs per a la restauració de la mateixa església, va fer que es produís un judici del qual en va quedar lliure de culpa. No fou fins al 1979, moment en què Pallàs es va reincorporar al Servei, però un dies després va demanar una baixa de sis mesos que es va prorrogar en tres més per motius de salut. Va ser el 1981 quan se li concedí la jubilació extraordinària per invalidesa. Va morir a Roda de Ter el 1982.
Va rebre diferents premis pels seus treballs: el 1959 va rebre la condecoració de Chevalier de l'Ordre des Arts et des Lletres per part del govern francès. També la Societé Française d'Archeologie el va guardonar amb la medalla d'argent. El 1963, la Dirección General de Bellas Artes va guardonar al Servei de Monuments pels seus treballs realitzats entre 1961-1962 realitzats en la façana del Palau de la Generalitat. I el 1975 va rebre el Diploma per part de l'Instituto de Estudios de la Administración Local en el marc del Año Europeo de Patrimonio Arquitectónico.

### Concurs-oposició: documentació exposada a l'SCCM
Per tal de poder optar a la plaça de director del Servei de Catalogació i Conservació de Monuments, Pallàs va haver de presentar una documentació específica en la qual es mostrava alguns treballs que havia realitzat i que es divideix en quatre apartats. A més, aquesta havia de ser avalada per un tribunal qualificador.
Va ser en l'any 1951, quan Pallàs va presentar l'expedient a candidat per a obtenir la plaça d'arquitecte cap de l'SCCM. Però una part del tribunal qualificador es va oposar al treball que el mateix Pallàs havia presentat i del qual es desconeixen les causes de la seva oposició. No va ser fins a l'any 1954 quan l'arquitecte va ser nomenat director d'aquesta institució per part del Ple de la Corporació Provincial. Així que, per obtenir la plaça va haver de presentar una sèrie de documents que descrivissin la seva activitat com arquitecte-restaurador. Per tant, un dels documents que va presentar va ser cedit pel canonge del Museu Episcopal de Vic, Eduard Junyent i Subirà, on constava que era vocal de la Junta de Govern del Real Círculo Artístico en la Secció d'Arquitectura. A més, va presentar un altre document aprovat pel bisbat de Vic, on se certifica l'excel·lent treball que va realitzar Pallàs en el mateix bisbat a més de la metodologia a seguir dels seus treballs de restauració de l'esmentat bisbat.
La documentació abans esmentada, es va presentar en el concurs-oposició que va proposar el mateix SCCM, on l'arquitecte va exposar uns exercicis en els quals s'esmentaven unes pràctiques i uns treballs distribuïts en quatre apartats: a, b, c, d. En el primer, va redactar un avantprojecte per reconstruir un edifici amb un valor històric-artístic, que corresponia a l'església de Sant Llorenç del Munt en el qual es descriu el procediment a seguir de la restauració d'aquesta. En el segon apartat, es mostra la redacció d'unes Ordenazas de Carácter que van ser aplicades al nucli antic de Manresa. En el tercer, explica en un informe la descripció de quins passos s'han de dur a terme en la restauració de l'església de Sant Feliu de Canovelles. I en el darrer, va escriure una memòria sobre les característiques que defineixen l'arquitectura romànica i que van ser adaptades a la zona d'Osona, lloc on la seva activitat restauradora va ser més intensa i també per què és la que ell en tenia més coneixement.

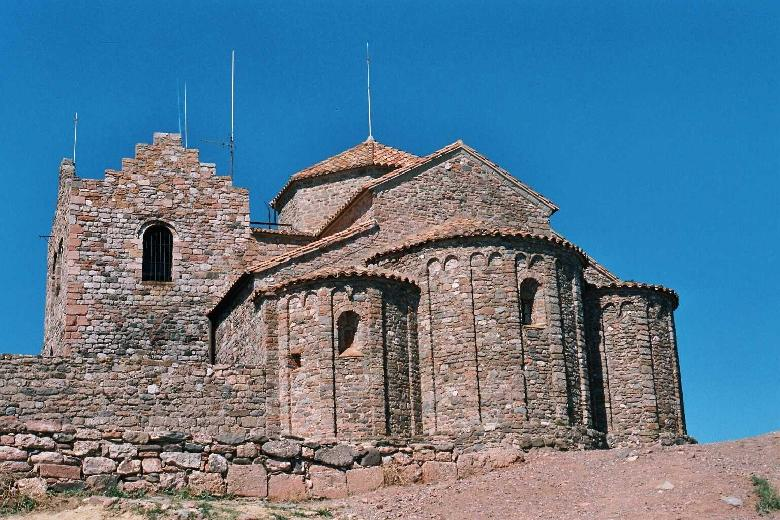
Monestir de Sant Llorenç del Munt

Els quatre apartats de la documentació exposada al concurs-oposció eren:
- Quant a l'apartat a, per poder complir amb les exigències del treball, Pallàs va elaborar un avantprojecte del monestir de Sant Llorenç del Munt. Aquest va incloure una ressenya que va englobar els següents aspectes: l'exposició del tema a tractar (l'església abans esmentada) que va anar acompanyada d'un informe històric i una descripció de l'edifici i del seu estat de conservació. El criteri que va seguir l'arquitecte alhora de procedir a la restauració del monestir va ser semblant a les restauracions que s'havien realitzat en edificis pròxims al mateix amb la finalitat de crear: (…) una restauració del conjunt com a obra contemporània a aquesta.[9] També en el projecte s'esmentava la reconstrucció de la part nord-oest del temple fent èmfasi a la part de l'absis. Junt amb això, en el projecte hi constava (previ enderroc d'algunes dependències) la construcció d'un claustre de tres costats tenint com a referent el monestir de la Portella, ja que era un edifici contemporani. Quant a les dependències monacals, Pallàs va plantejar reconstruir els següents espais: el refectori, la sala capitular, l'arxiu, la biblioteca, la infermeria, els dormitoris dels monjos i la torre de l'abat creant una volta que comuniqués amb totes les dependències.[10] Totes les propostes esmentades anteriorment, no estaven certificades per un estudi científic (o almenys Pallàs no en fa referència en l'exercici) ni tampoc havien estat comparades amb altres teories relacionades amb la restauració monumental que s'estaven redactant en aquell moment, ja que es podien localitzar en qualsevol lloc. A més, en l'avantprojecte omet les instruccions establertes per la Carta d'Atenes, vigent en el moment. El seu criteri va estar marcat principalment per les indicacions establertes per Eduard Junyent (bisbe de Vic), que entenia la restauració prenent com a model l'arquitectura medieval: (…) en una medievalització de l'arquitectura sense tenir en compte les construccions d'èpoques posteriors a la romànica que es destrueixen sense cap recel) ni tampoc les restauracions llunyanes o recents.[11]
- Quant a l'apartat b, l'arquitecte el que suggereix són unes ordenances que s'adaptessin a la ciutat de Manresa. El que pretenia Pallàs era unir per mitjà d'un entramat urbanístic dues parts de la ciutat que eren el nucli antic i el barri de les Escondines. Però aquest objectiu no era fàcil alhora de realitzar, ja que les ordenances generals del 1954 ho impedien, a més a més, un dels elements claus del seu projecte era conservar la part històrica i tradicional de la ciutat. Així doncs, el que va proposar va ser conservar façanes i alguns detalls dels edificis més emblemàtics.[12]
- En l'apartat c, Pallàs va exposar una proposta de restauració de l'església de Sant Feliu de Canovelles on hi consta una descripció de l'edifici. A més, també fa menció sobre els ornaments de construcció que van aparèixer en una exploració del subsòl que són similars als que apareixen en els temples contemporanis a aquest. Pel que respecta a l'entorn, l'arquitecte el que pretén és eliminar totes les construccions sense valor, és a dir, les que no afavoreixin a la visió i harmonia del paisatge i que puguin afectar el monument en qüestió. Per tant, en aquest projecte hi preval l'entorn que correspon la localització d'altres edificis propers a aquest i que puguin afectar directament de forma negativa sobre la restauració de l'església en si mateixa.[12]

- En l'apartat d, l'arquitecte va escriure una memòria que tracta sobre les característiques principals dels edificis romànics i que s'anomena La arquitectura románica en los dominios espirituales d'Oliba, Obispo de Vich y Abad de Ripoll y Cuixà, durante el siglo XI. En aquest escrit, Pallàs ressalta la influència de l'arquitectura llombarda sobre la Catalunya romànica en el qual va examinar les particularitats d'aquesta. A més, en aquest document l'arquitecte hi contempla alguns exemples d'esglésies de la zona d'Osona.[13]

## Camil Pallàs: director Servei de Catalogació Monumental
El Servei de Catalogació i Conservació de Monuments (actual SCCM) va ser una institució creada el 1914 encarregada de la protecció i conservació del patrimoni català. Estava vinculada a la Secció Històrico- Arqueològica de l'Institut. Va ser el 1954 quan Pallàs va ser nomenat director de l'SCCM. En aquest càrrec, l'arquitecte va continuar amb els treballs de catalogació que havia iniciat Martorell. Pallàs va exercir com a director d'aquesta institució entre els anys 1954-1978 però paral·lelament, va treballar en altres projectes a diferents punts de Catalunya. La seva activitat principal va ser la realització restauracions, encara que, també va fer tasques de: neteja, reparació o consolidació entre d'altres. Malauradament, en les seves intervencions no s'han localitzat cap mena de document on s'esmenti una planificació prèvia. Encara que, es coneix un document Plan de Actuación (1966-1970) que es tracta d'un text on hi apareixen dades d'alguns llocs. També s'han localitzat una sèrie de memòries on hi trobem informació, on en una d'elles ens descriu la tasca de Pallàs com a director de l'SCCM, ja que va ser un encàrrec de la Diputació de Barcelona. Una altra tasca que va realitzar Pallàs va ser que, el 1976 l'arquitecte segons la seva Memòria, va tenir la iniciativa d'incrementar les tasques d'actuació sobre la protecció i restauració del patrimoni català. Una de les noves tasques va ser crear la declaració de monuments provincials. Va ser el 1966, quan el Servei va encetar la creació del que anomenaren Catálogo Monumental de la Provincia de Barcelona. Va ser en una Assemblea Constituent del SERPPAC (Servei per a la Protecció del Patrimoni Arquitectònic Català) a Montserrat el 1976 on en una de les seves ponències es va mencionar que l'estructura de l'organisme s'havia de modificar, renovant alguns dels seus aspectes, ja que s'havien quedat antiquats i no s'ajustaven a les noves necessitats. Però Pallàs es va manifestar en contra d'aquesta idea, ja que l'arquitecte desitjava mantenir els continguts i la política d'actuació que s'havia seguit fins al moment. El 1978, Pallàs va deixar el càrrec com a director cap del Servei on va prendre possessió Albert Sentí i Hortet durant un breu temps. Així doncs, la tercera etapa de l'SCCM no es va iniciar fins al 1981 sota la direcció d'Antonio González Moreno-Navarro.

## Criteris de restauració
Un dels problemes que es va trobar Pallàs a l'hora de realitzar els seus projectes de restauracions van ser que després de la Guerra Civil es va produir un aïllament cultural i polític que va durar molts anys, la qual cosa, va suposar que el patrimoni arquitectònic patís unes conseqüències poc favorables. És a dir, no va gaudir d'un ambient professional adequat, ja que els arquitectes no van tenir relació amb el món científic ni universitari. Per tant, la restauració es va convertir en una matèria apartada de tenir la possibilitat d'evolucionar pel que respecta a la metodologia i la renovació dels conceptes, ja que no participava en els debats culturals a nivell general. Les noves propostes de la restauració monumental a nivell internacional van ser acordades segons la Carta de Venècia de l'any 1960, en la qual, s'assentaven les bases per aplicar a les intervencions dels monuments, ambient urbans i paisatgístics. Tot coincideix que tant en els anys 60 com en els 70, l'absència de programa i la impressió dels projectes fou un tret comú en intervenció monumental d'aquests anys. És a dir, hi ha una manca en l'estudi i la investigació de tècniques i mètodes de restauració que molts cops va comportar la realització de moltes errades. Sumat, als nombrosos projectes que duia al mateix temps un sol arquitecte.
Els arquitectes que s'encarregaven de les restauracions d'aquest moment, no van tenir cap relació amb els professionals científics i la universitat, com a conseqüència aquesta matèria queda apartada del que s'estava debatent en aquell temps fet que va provocar que no es produís una renovació dels seus conceptes. Sumat a una legislació que no va ser favorable, ja que fins al 1985 no va canviar la llei. A més, va ser en aquest moment quan apareix la legislació urbanística fet que va fer que s'incorporés la protecció del patrimoni com a eina a tenir en compte. Un altre factor va ser la consciència col·lectiva de la societat per tal de protegir el patrimoni català. Això va comportar que aquesta creés un vincle amb el seu passat i com a conseqüència es va produir un increment dels estudis dedicats a la protecció del patrimoni.
En els programes de restauració, Pallàs no va deixar constància en documents ni en les seves memòries en els quals es poguessin seguir els passos o els criteris a seguir alhora de realitzar les seves actuacions. És a dir, hi ha una absència dels mètodes que va utilitzar en els seus projectes. En canvi, sí que es pot saber que si la intervenció es feia en una església preromanànica i aquesta havia patit alteracions en època romànica o posterior, es realitzaven exploracions en els murs o en el subsól. Si els resultats d'aquesta operació determinaven de l'existència d'un temple del segle IX o X, es destruïa l'edifici per tornar-lo a construir a imatge d'un edifici mosàrab. En canvi, si es localitzava en un edifici una planta alterada en època gòtica, renaixentista, barroca o neoclàssica, es reconstruïa l'edifici amb una suposada imatge medieval. Els criteris d'actuació emprats per Pallàs van estar marcats per mossèn Junyent, el qual va tenir un paper rellevant en la restauració monumental a l'hora d'impartir els criteris i mètodes aplicats. A més, Junyent va escriure un document Manual on hi descriu una sèrie d'aspectes relacionats amb: l'art, l'arquitectura, la construcció i la restauració entre altres temes i que s'havien de tenir present alhora d'actuar. Pel que respecta, a la restauració, Junyent fa referència a les teories de Violet le Duc, R. Bourdeaux, J. J. Stevenson, J. Strzyawsky, J. Kock, Rucker, P. Léon, C. Boito i Giovannoni. Junyent el que fa és analitzar aquestes teories i n'extreu les seves particulars teories. Així doncs, Pallàs va seguir alguns dels criteris de Junyent. Pallàs per realitzar les seves tasques de restauració, va rebre influència de Puig i Cadafalch, prenent coneixements de la seva faceta com a historiador de l'arquitectura romànica catalana i també es va servir de tot el material que aquest havia realitzat com ara: plantes, alçats, seccions, etc.
En els seus criteris d'intervenció en els edificis no apareixen documentats ni tampoc s'han conservat documents on s'especifiquin els procediments metodològics emprats i els objectius que duen a la restauració de l'edifici a restaurar. A més, no s'observa cap referència a altres arquitectes o teòrics en els quals es podia basar. Tot i que la seva línia venia marcada per Junyent amb la seva teoria basada en la medievalització de l'arquitectura

## Algunes restauracions: Pallàs, arquitecte
| Període de restauració | Edifici/Localització                                 | Breu descripció de la restauració | Fotografia/Imatge |
| ---------------------- | ---------------------------------------------------- | --- | ----------------- |
| 1973-1976              | església de Sant Antoni,Vilanova i la Geltrú, Garraf | El que es va realitzar en aquesta església va ser la construcció de nou de la façana que obre a la plaça de les Neus que va quedar malmesa després de la Guerra Civil. Pallàs per poder-la reconstruir un altre cop es va inspirar en l'altra façana (Sant Antoni) de la mateixa església però va canviar alguns dels aspectes de l'esmentada com: la duplicació l'ordre separat per una cornisa en mig d'aquests; a la part inferior va introduir un pòrtic amb arcs apuntats que està flanquejat per pilastres adossades amb capitells corintis. A sobre del pòrtic va introduir una rosassa flanquejat per pilastres. També va dur a terme l'acabament del coronament de la façana de Sant Antoni |                   |

| Període de restauració | Edifici/Localització                                                              | Breu descripció de la restauració | Fotografia/Imatge |
| ---------------------- | --------------------------------------------------------------------------------- | --- | ----------------- |
| 1964-1978              | Restauració del castell de Sant Martí Sarroca, Sant Martí de Sarroca, Alt Penedés | La reconstrucció de bona part del castell com: la part nord (reconstruïda de nou) i a la part superior d'aquesta es va construir una sala gòtica. En el pati de les armes es va construir de nou la façana interior del mateix excepte la porta i una finestra geminada. Es van reproduir amb la mateixa forma que en el monestir de Poblet, dues finestres gòtiques. En la planta noble, l'escala per accedir-hi pel pati, es va construir de nou a partir del replà que es va conservar. Les torres conservades es van alçar uns metres més. En la façana lateral est, es va realitzar una obertura amb una forma d'arc apuntat amb un vitrall. En l'ala de ponent a la planta baixa es van construir tres sales, en canvi, els murs de la part est es van enderrocar. |                   |

| Període de restauració | Edifici/Localització                               | Breu descripció de la restauració | Fotografia/Imatge |
| ---------------------- | -------------------------------------------------- | --- | ----------------- |
| 1958-1965              | Restauració del Museu Episcopal de Vic, Vic, Osona | Façana principal i algunes dependències del museu. 1958: Des de la plaça del Bisbe d' Oliba es va crear un accés i un altre situat en una de les torres que permet accedir als dos pisos del museu. En canvi, en l'altra torre es va adequar com habitatge per al vigilant. 1965: Adequació en el segon pis de les sales més grans i d'altres es van adaptar per a introduir seccions del mateix museu. També, va construir un lapidari al voltant del claustre. |                   |

| Període de restauració | Edifici/Localització                             | Breu descripció de la restauració | Fotografia/Imatge |
| ---------------------- | ------------------------------------------------ | --- | ----------------- |
| 1958-1962              | Església de Sant Vicenç d'Obiols, Avià, Berguedà | Es va desmuntar la volta romànica i una part dels murs on es recolzava aquesta i va ser substituïda per unes encavallades de ciment armat. També es van refer els arcs situats al creuer en forma de ferradura, es va reobrir el portal de migjorn (actual accés a l'església), els paraments exteriors van ser repicats i es va pavimentar el terra amb un empostissat de fusta. |                   |

| Període de restauració | Edifici/Localització                              | Breu descripció de la restauració | Fotografia/Imatge |
| ---------------------- | ------------------------------------------------- | --- | ----------------- |
| 1976-1977              | Església de Santa Eugènia de Relat, Avinyó, Bages | Restauració del campanar. Les intervencions dutes a terme van ser: es va desmuntar la teulada i l'estructura de fusta de la coberta del campanar que es va refer semblant a l'original; reforç perimètric del pisos superiors; reconstrucció dels pilars i dels murs de l'últim pis i l'obertura de les finestres tapiades. També les del primer i segon. |                   |

| Període de restauració | Edifici/Localització                                   | Breu descripció de la restauració | Fotografia/Imatge |
| ---------------------- | ------------------------------------------------------ | --- | ----------------- |
| 1956-1957              | Termes romanes de Caldes de Montbui, Vallès Occidental | La restauració es va produir en dues fases. En la primera es va dur a terme les següents actuacions: enderrocament de l'immoble situat al costat de la plaça, consolidació i restauració dels arcs d'època romana, la piscina va ser restaurada i es van excavar algunes zones soterrades. Finalment, es va aixecar un mur a fi de protegir el conjunt. En la segona fase, es van dur a terme les següents actuacions: gràcies a les excavacions arqueològiques es van descobrir dos vaporaria fet que va suposar ampliar el projecte. Es va enderrocar l'immoble (abans esmentat), la qual cosa va suposar el descobriment de fragments que formaven part de la piscina. També es van restaurar les galeries cobertes i es va reconstruir la coberta de la piscina. Finalment, es va modificar la visualització de les termes i també es va dur a terme la instal·lació de l'enlluernat del conjunt. |                   |

## Escrits
- Pallás, Camilo: Palais Députation Provinciale de Barcelone. Separata. Congrès Archéologique de France, París, 1959.[28]
- Pallás, Camilo: Las termas romanas de Caldas de Montbuy. San Jorge, núm. 26, abril 1957.[29]
- Pallás, Camilo: Conservación de Monumentos. San Jorge, núm. 30, abril 1958.[30]
- Pallás, Camilo: Arte prerománico catalán: Pedret y Obiols. San Jorge, núm. 47, 1962.[31]
- Pallás, Camilo: Arte prerománico en el Perineo catalán. Hallazgos en el Pallars Sobirà. Montaña, XV, núm. 80, 1962.[32]
- Pallás, Camilo et altri.: X Congreso de Arte de la Alta Edad Media. Ministerio de Educación Nacional. España. 1962.[12]
- Pallás, Camilo: Sant Martín Sarroca. Conservación y restauración de Castillos.[col·laboració amb La Vanguardia, març de 1965].[12]
- Pallás, Camilo:  El recinte emmurallat de Montblanc.Actes de la VIII Assemblea Intercomarcal d'estudiosos a Montblanc, 1966.[12]
- Pallás, Camilo: Arquitectura románica en tiempos del abad Oliba. San Jorge, núm. 85,1972.[33]
- Pallás, Camilo: Antecedentes del Servicio y labor de restauración de monumentos durante el período 1973-1974. Servicio de Catalogación y Conservación de Monumentos. Diputación de Barcelona. Barcelona, maig 1975 [Text mecanografiat].[34]
- Pallàs, Camilo: Pinturas de Puigreig. San Jorge, núm. 20 octubre 1955.[35]
- Pallás Camilo: Antecedents, obra i objectius del Servei de Catalogació i Conservació de Monuments. Diputació de Barcelona, 1977.[36]
- Els castells medievals de Catalunya. II vol.(1958).[12]
- X Congreso Internacional de Arte de la Alta Edad Media. (1962).[12]
- Catalunya.Turisme: 18 itineraris. (1963).[12]